# Кизил-Яр (Буздяцький район)
Кизи́л-Яр (рос. Кызыл-Яр, башк. Ҡыҙылъяр) — присілок у складі Буздяцького району Башкортостану, Росія. Входить до складу Тюрюшевської сільської ради.
Населення — 174 особи (2010; 243 у 2002).
Національний склад:
- татари — 77 %